# Latexo
Latexo è un centro abitato degli Stati Uniti d'America situato nella contea di Houston dello Stato del Texas.
La popolazione era di 322 persone al censimento del 2010.

## Geografia fisica
Latexo è situata a 31°23′21″N 95°28′29″W (31.389285, -95.474699).
Secondo lo United States Census Bureau, ha un'area totale di un miglio quadrato (2,6 km²).

## Società

### Evoluzione demografica
Secondo il censimento del 2000, c'erano 272 persone, 116 nuclei familiari e 70 famiglie residenti nella città. La densità di popolazione era di 276,0 persone per miglio quadrato (106,1/km²). C'erano 136 unità abitative a una densità media di 138,0 per miglio quadrato (53,0/km²). La composizione etnica della città era formata dal 90,07% di bianchi, il 3,31% di afroamericani, il 21,37% di nativi americani, lo 0,37% di asiatici, il 3,68% di altre razze, e il 2,21% di due o più etnie. Ispanici o latinos di qualunque razza erano il 5,51% della popolazione.
C'erano 116 nuclei familiari di cui il 29,3% aveva figli di età inferiore ai 18 anni, il 46,6% aveva coppie sposate conviventi, l'11,2% aveva un capofamiglia femmina senza marito, e il 38,8% erano non-famiglie. Il 36,2% di tutti i nuclei familiari erano individuali e il 16,4% aveva componenti con un'età di 65 anni o più che vivevano da soli. Il numero di componenti medio di un nucleo familiare era di 2,34 e quello di una famiglia era di 3,04.
La popolazione era composta dal 26,5% di persone sotto i 18 anni, il 9,6% di persone dai 18 ai 24 anni, il 27,2% di persone dai 25 ai 44 anni, il 21,7% di persone dai 45 ai 64 anni, e il 15,1% di persone di 65 anni o più. L'età media era di 39 anni. Per ogni 100 femmine c'erano 88,9 maschi. Per ogni 100 femmine dai 18 anni in giù, c'erano 81,8 maschi.
Il reddito medio di un nucleo familiare era di 22.750 dollari e quello di una famiglia era di 35.833 dollari. I maschi avevano un reddito medio di 29.583 dollari contro i 18.750 dollari delle femmine. Il reddito pro capite era di 15.603 dollari. Circa il 21,4% delle famiglie e il 22,7% della popolazione erano sotto la soglia di povertà, incluso il 27,2% di persone sotto i 18 anni di età e il 12,7% di persone di 65 anni o più.